# Gimnàstica als Jocs Olímpics d'estiu de 1928 - concurs complet per equips femení
El concurs complet per equips femení va ser una de les vuit proves de gimnàstica artística que es van disputar als Jocs Olímpics d'Amsterdam de 1928. Fou l'única prova femenina i era la primera vegada que es disputava. La prova es disputà entre el 8 i el 9 d'agost de 1928 i hi van prendre part 60 gimnastes de 5 nacions diferents.

## Medallistes
| Or | Plata | Bronze |
| Països BaixosEstella Agsteribbe · Jacomina van den Berg · Alida van den Bos · Petronella Burgerhof · Elka de Levie · Helena Nordheim · Ans Polak · Petronella van Randwijk · Hendrika van Rumt · Jud Simons · Jacoba Stelma · Anna van der Vegt | ItàliaBianca Ambrosetti · Lavinia Gianoni · Luigina Giavotti · Virginia Giorgi · Germana Malabarba · Clara Marangoni · Luigina Perversi · Diana Pizzavini · Luisa Tanzini · Carolina Tronconi · Ines Vercesi · Rita Vittadini | Regne UnitAnnie Broadbent · Lucy Desmond · Margaret Hartley · Amy Jagger · Isabel Judd · Jessie Kite · Marjorie Moreman · Edith Pickles · Ethel Seymour · Ada Smith · Hilda Smith · Doris Woods |

## Resultats
| Pos. | Nació         | Gimnastes | Total  |
| ---- | ------------- | --- | ------ |
| 1    | Països Baixos | Estella Agsteribbe, Jacomina van den Berg, Alida van den Bos, Petronella Burgerhof, Elka de Levie, Helena Nordheim, Ans Polak, Petronella van Randwijk, Hendrika van Rumt, Jud Simons, Jacoba Stelma, Anna van der Vegt                | 316.75 |
| 2    | Itàlia        | Bianca Ambrosetti, Lavinia Gianoni, Luigina Giavotti, Virginia Giorgi, Germana Malabarba, Clara Marangoni, Luigina Perversi, Diana Pizzavini, Luisa Tanzini, Carolina Tronconi, Ines Vercesi, Rita Vittadini                           | 289.00 |
| 3    | Regne Unit    | Annie Broadbent, Lucy Desmond, Margaret Hartley, Amy Jagger, Isabel Judd, Jessie Kite, Marjorie Moreman, Edith Pickles, Ethel Seymour, Hilda Smith, Doris Woods                                                                        | 258.25 |
| 4    | Hongria       | Valéria Frantz-Herpich, Mária Hámos, Aranka Hennyei, I. Hennyei, Anna Kael, Margit Kövessi, Margit Pályi, E. Ruda, Irén Rudas, Aranka Szeiler, Ilona Szöllõsi, Judit Tóth                                                              | 256.50 |
| 5    | França        | Mathilde Bataille, Honorine Delescluse, Louise Delescluse, Galuëlle Dhont, Valentine Héméryck, Paulette Houtéer, Georgette Meulebroeck, Renée Oger, Antonie Straeteman, Jeanne Vanoverloop, Berthe Verstraete, Geneviève Vankiersbilck | 247.50 |